# ハビエル・エイスマン
ハビエル・エイスマン（Javier Eissmann、1997年3月21日 - ）は、プロD2、SUアジャンに所属するラグビーユニオン選手。

## プロフィール
- チリ出身[1]。
- ポジションはロック(LO)。
- 身長 201cm、体重 115kg
- チリ代表キャップは18（2025年1月現在）でラグビーワールドカップ2023のポルトガル代表に選ばれた[2]。

## 略歴
セルクナムを経て、2023年、SUアジャンに加入。